# Slack (Fluss)
Die Slack ist ein Küstenfluss in Frankreich, der im Département Pas-de-Calais in der Region Hauts-de-France verläuft. Sie entspringt im Gemeindegebiet von Hermelinghen, im Regionalen Naturpark Caps et Marais d’Opale, entwässert generell in westlicher Richtung und mündet nach rund 22 Kilometern bei Ambleteuse, an der Gemeindegrenze zu Wimereux, in den Ärmelkanal.

## Orte am Fluss
- Réty
- Rinxent
- Marquise
- Ambleteuse

## Trivia
Die Flussmündung ist Schauplatz des Films Die feine Gesellschaft von Bruno Dumont.